# Ленкоранский маяк
Ленкора́нский мая́к (азерб. Lənkəran mayakı) — действующий маяк на северо-востоке города Ленкорань, в Азербайджане. Маяк представляет собой фонарное сооружение высотой 2,9 м, расположенный на башне высотой 30,5 м. Изначально маяк был расположен на берегу Каспийского моря, но в связи с падением уровня Каспия оказался далеко от моря.

## История
Здание маяка предположительно было построено с 1747 по 1786 год. В то время башня и здание старой тюрьмы представляли собой единый комплекс.
В 1869 году тюрьма была ликвидирована. Городское управление соорудило на вершине башни фонарь и передало маяк в Гидрографическую службу Каспийской флотилии.
В годы Гражданской войны на маяке произошёл ожесточённый бой между красными и белыми, во время которого был смертельно ранен Т. И. Ульянцев.
В 1957 году здание маяка было отреставрировано. В 1969 году был проведён 100-летний юбилей маяка и над его дверью была повешена бронзовая дощечка с надписью «Ленкоранскому Маяку столетний юбилей. Гидрографическое Управление Министерства СССР». В начале 2002 года стены маяка были известкованы.

## Архитектура
Между башней и зданием старой тюрьмы существует тайный проход. У основания маяка имеется особый колодец. Считается, что через этот колодец в тюрьму вёл тайный проход. По этому пути заключённые, доставленные с кораблей в маяк, отправлялись в тюрьму. Здесь стоя свободно могут перемещаться два человека. На стенах прохода через каждые два метра на отдельных полках расположены глиняные тарелки для свеч. На каждом этаже обоих зданий имеется семь комнат с круглыми стенами.
Высота башни до фонарного сооружения составляет 30,5 м, а вместе с ним — 33,4 м. Толщина стен маяка — 2 метра.
На маяке до 1934 года была расположена метеорологическая станция.